# Kávásd
Kávásd egy település Romániában, Bihar megyében.

## Fekvése
Nagyszalontától keletre, Tulka és Tenkegörbed közt fekvő település.

## Története
Kávásd nevét az oklevelek 1316-ban említették először Kauastelek alakban írva. 1316-ban a Becsegergely nemzetséghez tartozó Apa fiainak birtoka volt, akik rokonaiknak, Onth és Leel mestereknek adták át betelepítésre. 1425-ben Kavasd alakban írták nevét, 1851-ben a Nadányi család volt birtokosa.
A 20. század elején Bihar vármegye tenkei járásához tartozott.
Az 1910-es népszámláláskor Kávásdnak 868 lakosa volt, melyből 26 magyar, 842 román, ebből 14 református, 842 görög ortodox, 12 izraelita volt.

## Nevezetességek
- Görögkatolikus temploma a 18. században épült.